# دم ماری
دم ماری (نام علمی: Parapholis incurva) نام یک گونه از تیره گندمیان است.